# Хогсбэк (ЮАР)
Хогсбак (англ. Hogsback) — город, расположенный в горном массиве Аматола, af:Amatolaberge в Восточной Капской провинции ЮАР примерно в 30 км от г. Элис.

## Характеристика
«Визитной карточкой» Хогсбэка являются плодородная долина реки Тиуме, en:Tyhume River, над которой нависают три горных гряды, напоминающих хребет свиньи, откуда и название города. Зимой в этом горном районе часты снегопады.
Хогсбэк популярен среди туристов благодаря своему природному ландшафту — горным тропам, лесам (некоторые деревья-гиганты являются рекордсменами-долгожителями среди представителей своих видов), водопадам, ловле форели. В лесах живёт множество птиц, в том числе серые бананоеды и попугаи.
Среди местных жителей популярна точка зрения, что местный лес Аматола послужил британскому писателю Дж. Р. Р. Толкину, долго прожившему в ЮАР, прототипом для его фантастического Лихолесья в романе Властелин колец.
На ландшафт Хогсбэка большое влияние оказал один из первых поселенцев, садовник Томас Саммертон из Оксфорда (Англия), который попытался воссоздать здесь флору, типичную для английской сельской местности. Яблоневые сады, аллеи с орешниками по обеим сторонам, множество плодовых, ягодных растений и цветов занимают обширную территорию.